# Actinotus humilis
Actinotus humilis är en flockblommig växtart som beskrevs av Karel Domin. Actinotus humilis ingår i släktet Actinotus och familjen flockblommiga växter. Inga underarter finns listade i Catalogue of Life.